# Сыну пора жениться
«Сыну пора жениться» — цветной художественный фильм, снятый советским режиссёром Тахиром Сабировым в 1959 году на киностудии «Таджикфильм».
Премьера фильма состоялась в январе 1960 года в Душанбе, 6 июля 1960 года в Москве.

## Сюжет
Два друга зоотехник Азам и художник Сайфи влюбились в девушек по имени Зебо, одну из которых прозвали смуглой, а другую — нежной. О том какие путаницы и недоразумения произошли в результате рассказывает эта музыкальная комедия.

## В ролях
- Марат Арипов — художник Сайфи.
- Акобирова, Розия[2] — смуглая Зебо.
- Касымова, Дилбар[3] — врач.
- Джахон Саидмурадов — зоотехник Азам.
- София Туйбаева[4] — соседка.
- Асли (Аслиддин) Бурханов — Карим-ака.
- Гульчехра Бакаева — мать.
- Самариддин Сагдиев — сосед.
- Ёрмамад Ашурмамадов — милиционер.

## Съёмочная группа
- Режиссёр: Тахир Сабиров[5]
- Сценарист: Шамси Киямов
- Оператор: Г. Никитин
- Композитор: Зиядулло Шахиди, Юрий Тер-Осипов
- Художник: Александр Вагичев
- Текст песен: Гарольд Регистан, А. Шукухи
- Исполнительница песен: Рена Галибова
- Директор: С. Тучинян